# Зічіуйфалу
Зі́чіуйфалу (угор. Zichyújfalu [ˈziʧiuːjfɒlu]) — село в медьє Феєр (Угорщина), біля міста Секешфегервар.

## Місцезнаходження
Сусідніми поселеннями є Seregélyes, Gárdony, Szabadegyháza та Pusztaszabolcs. Село розташоване на залізно дорожному шляху 44 (Székesfehérvár-Pusztaszabolcs).

## Історія
Перша письмова згадка про Зічіуйфалу з'явилася 1239.

## Визначні пам'ятки
- Зичи-замок[hu]